# 代碼46
《代碼46》（英語：Code 46）是2003年由麦克·温特伯顿执导，弗兰克·科特雷尔·博伊斯（Frank Cottrell Boyce）编剧，蒂姆·罗宾斯和薩曼莎·摩頓主演的一部英国电影。这部电影由BBC電影和Revolution Films制作，是一部反乌托邦科幻爱情故事，探讨当前生物技术发展趋势的深远影响。
影片的配乐由大卫·霍尔姆斯（David Holmes）和斯蒂芬·希尔顿（Stephen Hilton）以“自由协会”（Free Association）之名创作完成。影片取景于上海、杜拜和拉贾斯坦，室内场景则在伦敦的摄影棚完成。这些异域取景地透过其独特的城市元素对比，为影片提供了可信的未来感。

## 剧情
未来世界中，人类被分为两类：居住在高密度城市“内部”的人和生活在“外部”的底层阶级。进入城市的通行受到严格限制，需要通过一種特殊的健康证明，上面使用了当时全球通用的皮钦语。
威廉·盖尔德是一名保险欺诈调查员，被派往上海，调查一家名为斯芬克斯的公司的员工。斯芬克斯公司负责制造健康证明，威廉的任务是找出涉嫌伪造通行证的员工。在采访了许多员工后，他发现一名叫玛丽亚·冈萨雷斯的年轻员工有伪造嫌疑。然而，威廉被她深深吸引，未将她上报，反而诬陷了另一名无辜员工。随后，威廉与玛丽亚相遇，开始了一段情感纠葛。在玛丽亚睡着时，威廉在她房间发现了伪造的通行证，将之带走。
威廉因未能发现真正的伪造者受到训斥。他请求派遣其他调查员但被拒绝，只能自己返回上海解决问题。
回到上海后，威廉发现玛丽亚的公寓已人去楼空，唯一的线索是她的诊所预约记录。他前往诊所，得知玛丽亚怀孕了，但因违反“代碼46”规定，胎儿被强制终止。威廉意识到，这意味着玛丽亚与他存在某种基因关系，但他并不清楚如何发生的。
威廉发现玛丽亚被送去进行记忆删除。他谎称玛丽亚是欺诈调查的证人，从诊所接走了她。得知记忆被删除和欺诈未被上报的事实后，玛丽亚非常痛苦。威廉给她服用了安眠药，趁她熟睡时取了一些头发进行DNA分析。他得知玛丽亚是他母亲的生物克隆体。威廉决定回家，但因其24小时通行证已过期而无法成行。
威廉意识到回家的唯一途径是从玛丽亚那里获取通行证。玛丽亚想要伪造一份通行证，但因被调至其他工作区域，无法自己完成，只能依靠同事帮忙。玛丽亚乘坐火车去见威廉时，记忆逐渐恢复，重新想起了对威廉的感情。威廉最终决定不再离开她。
他们前往无需特别通行许可的阿拉伯联合酋长国傑貝阿里，躲藏在老城区，租了一间房。威廉向玛丽亚透露，她被注射了一种病毒，这种病毒会让她在身体接触代碼46违规者时产生肾上腺素激增。他隐瞒了病毒还会迫使她向当局报告进一步违规的事实。他们租了一辆老旧的汽车，试图逃离追踪他们的政府官员。然而，威廉在躲避骆驼和行人时发生车祸，两人都失去了意识。
威廉醒来时发现自己在西雅图的医院中，与妻儿在一起。他所有关于玛丽亚和代码46违规的记忆都被替换为调查成功的记忆。而玛丽亚受到更严厉的惩罚，流放到“外部”的沙漠。她的记忆被修改得更加深刻，强化着她对威廉的情感，可是必须独自生活下去。

## 演员
- 蒂姆·罗宾斯 饰 威廉·盖尔德
- 薩曼莎·摩頓 饰 玛丽亚·冈萨雷斯
- 伊川东吾（英语：Togo Igawa） 饰 “司机”
- 娜塔莉·门多萨（英语：Natalie Mendoza） 饰 “斯芬克斯接待员”
- 纳比尔·艾鲁阿哈比（英语：Nabil Elouahabi） 饰 “小贩”
- 雪莉·金（英语：Shelley King） 饰 威廉的上司
- 歐姆·普利 饰 巴赫兰德
- 珍妮·巴里巴尔（英语：Jeanne Balibar） 饰 西尔维
- 妮娜·瓦迪亚（英语：Nina Wadia） 饰 诊所“医院接待员”
- 雅琪·潘嘉比 饰 “登记处工作人员”
- 凯瑞·谢尔（英语：Kerry Shale） 饰 诊所医生